# Hans Royaards (1951)
Joannes Jacobus (Hans) Royaards (Antwerpen, 20 juli 1951) is een Nederlands-Belgisch acteur, schrijver en regisseur die voornamelijk in België werkt. In het theater speelde hij bij de gezelschappen NTG, Arca, KNS, KVS, Antigone, Bent, Blauwe Maandag, De Tijd, Korrekelder en in Nederland in de Haagse Comedie.

## Werk
Royaards speelde hoofdrollen in het theater, waaronder in Oom Wanja, Equis, Roberto Zucco, De Goede mens van Sezuan ('Der gute Mensch von Sezuan'), Zwak Sterk, Dodendans, Mein Kampf, De Laatsten, De Afrikaanse nacht, Edmond, Nathan de Wijze, Torch Song Trilogy, Doodgeestig en Man is Man.
In 1970 verscheen Hans Royaards voor het eerst op de televisie. Hij speelde een van de hoofdrollen in "Klein Londen, Klein Berlijn" , "De bossen van Vlaanderen" en "Transport" (Vara/BRT)  Speelde verder gastrollen in onder andere Spoed, Flikken, Witse, Thuis, Spring, Aspe en Amika. Hij draaide ook een viertal jaar mee in de VTM-soap Familie en drie jaar in de komische serie "Café Majestic", "Heterdaad" en in Nederland "Bureau Kruislaan", "Zondag weet je alles" en in Duitsland Stahlkammer 
Zürich 19.
Van 1999 tot 2012 speelde Royaards de rol van afgevaardigde van de minister in de kinderserie Samson en Gert. Van 2005 tot 2012 was hij bovendien jaarlijks te zien in de Samson en Gert Kerstshow.
In 2008 schreef en regisseerde Royaards Christmas in Paris, de laatste film van komiek Gaston Berghmans.

## Privé
Royaards is een zoon van de Nederlandse acteur en regisseur Ben Royaards en Lea van Laar. Ook zijn grootouders, Willem Royaards en Jacqueline Royaards-Sandberg waren acteur. Daarnaast zijn ook Hans' halfbroer Jules en neef Rense toneelspeler. Hij was getrouwd met Brigitte De Man, met wie hij 2 zonen heeft.

## Filmografie
Een overzicht van Royaards' bekendste rollen sinds 1983:

## Regisseur
- Christmas in Paris (2008)

## Scenarist
- Christmas in Paris (2008)
- 2 Straten verder (2000-2008)

- Gemeinsame Normdatei: 1057809055
- International Standard Name Identifier: 0000 0003 8894 1480
- Nederlandse Thesaurus van Auteursnamen: 083882014
- Virtual International Authority File: 310599502
- WorldCat: E39PBJt8mvwXxfvtbrvhwFxCcP